# Список запусків багаторазових перших ступенів ракет сімейства Falcon
Перший ступінь ракети-носія багаторазового використання — належить до когорти вперше створених і використаних компанією SpaceX перших ступенів системи космічного запуску багаторазового використання, які після здійснення своєї місії по запуску в космос другого ступеня та корисного вантажу, можуть повертатися на поверхню Землі і використовуватися повторно (у планах — до 10 разів). Наразі застосовуються на вдосконалених версіях ракет сімейства Falcon, таких як Falcon 9 Full Thrust та Falcon 9 Block 4, поступове переобладнання яких веде до появи фінальної версії ракети даного сімейства — Falcon 9 Block 5. Також даний перший ступінь у кількості 3 одиниць застосовується як триядерний перший ступінь ракети Falcon Heavy. У складі вказаних ракет може виводити космічні апарати на ННО, ГПО, а також, можливе відправлення на Марс.
Якщо здійснюється підйом КВ великої маси, то приземлення першого ступеня  не планується, і до нього не кріпляться посадкові ноги, решітчасті плавники та інше обладнання для посадки. Але їх можуть причіпляти і не плануючи збереження ступеня під час посадки, коли передбачається випробування спуску із екстремальними показниками залишку палива, або на великій швидкості, саджаючи ступінь з реальною, а не зі зменшеною масою, та користуючись плавниками. Така посадка, зазвичай, описується словами "в океан, заплановано".

## Список запусків
Жирним шрифтом виділено номера прискорювачів, що запускалися більше одного разу. Жовтими клітинками відмічені ті, що запускатимуться у складі Falcon Heavy. 
| Прискорювач № | Тип прискор-ча                                                                                         | Дата запуску (UTC) | Політ № | Місія                       | Маса, орбіта                    | Запуск                                        | Посадка                   | Статус                   |
| B1019         | FT | 22 грудня 2015 | 20      | Orbcomm-OG2 × 11            | 2'034 кг ННО                    | мис Канаверал, SLC-40 успіх                   | посадкова зона 1 успіх    | не викор-ся              |
| B1020         | FT | 4 березня 2016 | 22      | SES-9                       | 5'271 кг ГПО                    | мис Канаверал, SLC-40 успіх                   | ASDS «OISLY» провал       | зруйновано               |
| B1021         | FT | 8 квітня 2016 | 23      | Dragon CRS-8                | КК+3'136 кг ННО                 | мис Канаверал, SLC-40 успіх                   | ASDS «OISLY» успіх        | відремонт-но             |
| B1021         | FT | 30 березня 2017 | 32      | SES-10                      | 5'300 кг ГПО                    | КЦ ім. Кеннеді, LC-39 успіх                   | ASDS «OISLY» успіх        | не викор-ся              |
| B1021         | FT | вперше вдалося керовано повернути одну половинку обтікача корисного вантажу |         |                             |                                 |                                               |                           |                          |
| B1022         | FT | 6 травня 2016 | 24      | JCSAT-14                    | 4'696 кг ГПО                    | мис Канаверал, SLC-40 успіх                   | ASDS «OISLY» успіх        | не викор-ся              |
| B1023         | v1.2                                                                                                   | 27 травня 2016 | 25      | Thaicom 8                   | 3'100 кг ГПО                    | мис Канаверал, SLC-40 успіх                   | ASDS «OISLY» успіх        | відремонт-но             |
| B1023         | v1.2                                                                                                   | 6 лютого 2018 | FH1     | Тестовий політ Falcon Heavy | Tesla Roadster Ілона Маска, ГЦО | КЦ ім. Кеннеді, LC-39, успіх                  | наземний майданчик, успіх |                          |
| B1024         | FT | 15 червня 2016 | 26      | ABS-2A Eutelsat 117 West B  | 3'600 кг ГПО                    | мис Канаверал, SLC-40 успіх                   | ASDS «OISLY» провал       | зруйновано               |
| B1024         | по причині передчасного вичерпання запасу рідкого кисню ступінь здійснив жорстку посадку і зруйнувався | |         |                             |                                 |                                               |                           |                          |
| B1025         | v1.2                                                                                                   | 18 липня 2016 | 27      | Dragon CRS-9                | КК+2'257 кг ННО                 | мис Канаверал, SLC-40 успіх                   | посадкова зона 1 успіх    | відремонт-но             |
| B1025         | v1.2                                                                                                   | 6 лютого 2018 | FH1     | Тестовий політ Falcon Heavy | Tesla Roadster Ілона Маска, ГЦО | КЦ ім. Кеннеді, LC-39, успіх                  | наземний майданчик, успіх |                          |
| B1026         | FT | 14 червня 2016 | 28      | JCSAT-16                    | 4'600 кг ГПО                    | мис Канаверал, SLC-40 успіх                   | ASDS «OISLY» успіх        | не викор-ся              |
| B1027         | FH тест                                                                                                | -- | --      | --                          | --                              | --                                            | --                        | не викор-ся              |
| B1028         | FT | 1 вересня 2016 | --      | Amos-6                      | 5'500 кг ГПО                    | мис Канаверал, SLC-40 провал (перед запуском) | --                        | зруйновано               |
| B1029         | FT | 14 січня 2017 | 29      | Iridium NEXT1–10            | 9'600 кг ННО                    | Авіабаза Ванденберг, SLC-4E успіх             | ASDS «JRtI» успіх         | відремонт-но             |
| B1029         | FT | 23 червня 2017 | 36      | BulgariaSat-1               | 3'669 кг ГПО                    | КЦ ім. Кеннеді, LC-39 успіх                   | ASDS «OISLY» успіх        | не викор-ся              |
| B1029         | FT | Незважаючи на рекордно високу швидкість входа в атмосферу (М7,9) ступінь був посаджений, хоч і зім'яв запобіжну зону деформації на одній із ніг |         |                             |                                 |                                               |                           |                          |
| B1030         | FT | 16 березня 2017 | 31      | EchoStar 23                 | 5'600 кг ГПО                    | КЦ ім. Кеннеді, LC-39 успіх                   | не заплановано            | одноразовий              |
| B1031         | FT | 19 лютого 2017 | 30      | Dragon CRS-10               | КК+2'490 кг ННО                 | КЦ ім. Кеннеді, LC-39 успіх                   | посадкова зона 1 успіх    | відремонт-но             |
| B1031         | FT | 11 жовтня 2017 | 43      | SES-11 / EchoStar 105       | 5'200 кг ГПО                    | КЦ ім. Кеннеді, LC-39 успіх                   | ASDS «OISLY» успіх        | відновлено (не викор-ся) |
| B1032         | FT | 1 травня 2017 | 33      | NROL-76                     | ННО                             | КЦ ім. Кеннеді, LC-39 успіх                   | посадкова зона 1 успіх    | законсервовано           |
| B1032         | FT | 31 січня 2018 | 48      | SES-16/GovSat-1             | 4'230 кг, ГПО                   | мис Канаверал, SLC-40 успіх                   | в океан, заплановано      | врятовано                |
| B1032         | FT | Здійснювався експериментальний спуск на реверсній тязі. Щоб не зруйнувати плаваючу платформу, було заплановано посадку в океан, хоча все обладнання для керованого спуску (ноги, плавники) було встановлено. Невдовзі Маск написав здивований твіт, що ступінь плаває в океані візуально непошкоджений, і команда намагається відбуксирувати його до берега. |         |                             |                                 |                                               |                           |                          |
| B1033         | FH центр. ядро                                                                                         | 6 лютого 2018 | FH1     | Тестовий політ Falcon Heavy | Tesla Roadster Ілона Маска, ГЦО | КЦ ім. Кеннеді, LC-39, успіх                  | ASDS «OISLY», провал      | зруйновано               |
| B1034         | FT | 15 травня 2017 | 34      | Inmarsat-5 F4               | 6'070 кг ГПО                    | КЦ ім. Кеннеді, LC-39 успіх                   | не заплановано            | одноразовий              |
| B1035         | FT | 3 червня 2017 | 35      | Dragon CRS-11               | КК+2'708 кг ННО                 | КЦ ім. Кеннеді, LC-39 успіх                   | посадкова зона 1 успіх    | відремонт-но             |
| B1035         | FT | 15 грудня 2017 | 45      | Dragon CRS-13               | КК+2'205 кг ННО                 | мис Канаверал, SLC-40 успіх                   | посадкова зона 1 успіх    |                          |
| B1035         | FT | NASA вперше дозволило використати 1-й ст., що вже літав |         |                             |                                 |                                               |                           |                          |
| B1036         | FT | 25 червня 2017 | 37      | Iridium NEXT 11–20          | 9'600 кг ННО                    | Авіабаза Ванденберг SLC-4E успіх              | ASDS «JRtI» успіх         | відремонт-но             |
| B1036         | FT | 23 грудня 2017 | 46      | Iridium NEXT 31–40          | 9'600 кг ННО                    | Авіабаза Ванденберг SLC-4E успіх              | в океан, заплановано      | втрачено                 |
| B1037         | FT | 5 липня 2017 | 38      | Intelsat 35e                | 6'761 кг ГПО                    | КЦ ім. Кеннеді, LC-39 успіх                   | не заплановано            | одноразовий              |
| B1038         | FT | 24 серпня 2017 | 40      | Formosat-5                  | 475 кг ССО                      | Авіабаза Ванденберг SLC-4E успіх              | ASDS «JRtI» успіх         | на складі                |
| B1038         | FT | 1-му ст. піднявся на максимальну висоту 247 км |         |                             |                                 |                                               |                           |                          |
| B1038         | FT | 10 лютого 2018 |         | Paz від Hispasat            | 1'400 кг, ССО+ 800 кг ННО       | Авіабаза Ванденберг, SLC-4E у розкладі        |                           |                          |
| B1039         | FT/ Block 4                                                                                            | 14 серпня 2017 | 39      | Dragon CRS-12               | КК+3'310 кг ННО                 | КЦ ім. Кеннеді, LC-39 успіх                   | посадкова зона 1 успіх    | на складі                |
| B1040         | FT/ Block 4                                                                                            | 7 вересня 2017 | 41      | Boeing X-37B OTV-5          | 4'990 кг + невід-мий вантажННО  | КЦ ім. Кеннеді, LC-39 успіх                   | посадкова зона 1 успіх    | на складі                |
| B1041         | FT/ Block 4                                                                                            | 9 жовтня 2017 | 42      | Iridium NEXT 21–30          | 9'600 кг ННО                    | Авіабаза Ванденберг SLC-4E успіх              | ASDS «JRtI» успіх         | відновлено               |
| B1042         | FT/ Block 4                                                                                            | 30 жовтня 2017 | 44      | Koreasat 5A                 | 3'500 кг ГПО                    | КЦ ім. Кеннеді, LC-39 успіх                   | ASDS «OISLY» успіх        | відновлено               |
| B1043         | FT/ Block 4                                                                                            | 8 січня 2018 | 47      | Zuma                        | об'єкт Northrop Grumman         | мис Канаверал, SLC-40 успіх                   | посадкова зона 1          | відновлено               |